# Charles Petter
Charles Gabriel Petter (* 26. März 1880 in Lavey-Morcles; † 7. Juli 1953 in Montreux) war ein Schweizer Waffenkonstrukteur.
Charles Petter studierte in Bern und war Leutnant der Infanterie der Schweizer Armee. Er wurde Mitarbeiter der Krupp in Essen. Im Ersten Weltkrieg diente er in der Fremdenlegion, wo er die französische Staatsbürgerschaft und den Grad eines Hauptmanns erlangte. Danach war er Direktor der französischen Niederlassung des belgischen Unternehmens Armes Automatiques Lewis und Berater der Société Alsacienne de Constructions Mécaniques (SACM) in Cholet.
Sein französisches Patent 782914 (CH 185452, US 2139203) für die Selbstladepistole Modell 1935A wurde 1937 von der Schweizerischen Industrie-Gesellschaft erworben und für die Pistole SIG P210 verwendet.
Charles Petter war zweimal verheiratet, seit 1909 mit Louise Marguerite Paule Charavet und seit 1926 mit Xenia Schegloff. Aus seiner zweiten Ehe gingen die beiden Töchter Elisabeth und Hélène hervor.